# Inspector Morse
Chief Inspector Endeavour Morse er en fiktiv person i kriminalroman serien af den britiske forfatter Colin Dexter og i tv-serien Inspector Morse hvor han bliver portrætteret af John Thaw og i tv-serien Unge Morse hvor han bliver portrætteret af Shaun Evans.
Den lettere snobbede Inspector Morse arbejder for Thames Valley politistation i Oxford.